# Acacia baxteri
Acacia baxteri är en ärtväxtart som beskrevs av George Bentham. Acacia baxteri ingår i släktet akacior, och familjen ärtväxter. Inga underarter finns listade i Catalogue of Life.